# Pseudacidalia
Pseudacidalia är ett släkte av fjärilar. Pseudacidalia ingår i familjen nattflyn.
Kladogram enligt Catalogue of Life:
| Pseudacidalia | \| \| Pseudacidalia albicosta \| \| \| \| \| \| Pseudacidalia flavitincta \| \| \| \| \| \| Pseudacidalia fulvilinea \| \| \| \| \| \| Pseudacidalia grisea \| \| \| \| \| \| Pseudacidalia undulata \| \| \| \| \| \| Pseudacidalia unilineata \| \| \| \| |
|               | \| \| Pseudacidalia albicosta \| \| \| \| \| \| Pseudacidalia flavitincta \| \| \| \| \| \| Pseudacidalia fulvilinea \| \| \| \| \| \| Pseudacidalia grisea \| \| \| \| \| \| Pseudacidalia undulata \| \| \| \| \| \| Pseudacidalia unilineata \| \| \| \| |
|               | Pseudacidalia albicosta |
|               | |
|               | Pseudacidalia flavitincta |
|               | |
|               | Pseudacidalia fulvilinea |
|               | |
|               | Pseudacidalia grisea |
|               | |
|               | Pseudacidalia undulata |
|               | |
|               | Pseudacidalia unilineata |
|               | |